# Galeria In Spe
Galeria In Spe – galeria autorska non profit, założona i kierowana przez polską pedagog, profesor sztuk plastycznych i artystkę malarkę Joannę Stasiak.
Powstała w 1996 roku. Istotnym elementem jej działalności były wydawane przez nią katalogi zawierające teksty krytyczne, rozmowy z artystami, i informacje faktograficzne. Wysyłano je razem z zaproszeniam na wystawy, wyróżniały się kieszonkowym formatem i jednolitą brązową okładką z wytłoczonym znakiem – labiryntem. Publikowali w nich krytycy i historycy sztuki: Barbara Majewska, Katarzyna Kasprzak-Stamm, Ewa Urbańska, Anna Wrońska, oraz Jacek Antoni Zieliński. 
Galeria początkowo mieściła się w sali na parterze budynku przy ulicy Pięknej 16B należącej do Stowarzyszenia Civitas Christiana. Od 1998 roku organizowano wystawy gościnne w: Warszawie (Muzeum Teatralne w Teatrze Wielkim; Galeria Pokaz), Elblągu (Centrum Sztuki Galeria EL), Gorzowie Wielkopolskim (BWA), Krakowie („Krypta u Pijarów” i kościół Dominikanów), na Zamku w Lidzbarku Warmińskim, Łodzi (BWA), Olsztynie (BWA; Muzeum Warmii i Mazur), czy Wrocławiu (Akademia Sztuk Pięknych). Wystawy twórczości Janusza Kaczmarskiego w 2007 roku odbyły się w Szwajcarii w Muzeum Polskim w Raperswilu i w Pałacu Narodów w Genewie. Galeria In Spe została reaktywowana w 2022 roku i mieści się w domu Joanny Stasiak w miejscowości Trękus na Warmii.
Na wystawach organizowanych i prowadzonych przez galerię można było również oglądać prace Jana Dziędziory, Marka Oberländera, Jerzego Wolffa, oraz Andrzeja Wróblewskiego.